# Романовка (Стрыйский район)
Романовка (укр. Романівка) — село в Журавновской поселковой общине Стрыйского района Львовской области Украины.
Население по переписи 2001 года составляло 46 человек. Занимает площадь 2,16 км². Почтовый индекс — 81795. Телефонный код — 3239.